# تشارلز هاردنيت
تشارلز هاردنيت (بالإنجليزية: Charles Hardnett)‏ مدرب كرة سلة أمريكي ولاعب معتزل. بدأ مسيرته الاحترافية في سنة 1962. تم اختياره من قبل فريق أتلانتا هوكس خلال الدرافت. يبلغ طوله 6 قدم 8 بوصة (2.0 م). اعتزل اللعب في 1968. أحرز خلال مسيرته في الإن بي إيه 1198 نقطة بمعدل 7.3 نقاط في المباراة الواحدة.

## روابط خارجية
- تشارلز هاردنيت على موقع إن بي أي (الإنجليزية)
- تشارلز هاردنيت على موقع سبورتس رفرنس (الإنجليزية)
- تشارلز هاردنيت على موقع ريلجم (الإنجليزية)
- تشارلز هاردنيت على موقع بروبوليرز (الإنجليزية)